# Elin Pelin (miasto)
Elin Pelin (bułg. Елин Пелин), do 1950 roku Nowoselci (bułg. Новоселци) – miasto w Bułgarii, w obwodzie sofijskim, centrum administracyjne gminy Elin Pelin. Według danych szacunkowych Ujednoliconego Systemu Ewidencji Ludności oraz Usług Administracyjnych dla Ludności, 15 grudnia 2018 roku miejscowość liczyła 7395 mieszkańców.

## Osoby związane z miejscowością
- Ewgeni Aleksandrow (ur. 1988) – bułgarski piłkarz
- Angeł Grynczow (ur. 1992) – bułgarski piłkarz
- Stojan Jankułow (ur. 1966) – bułgarski muzykant, trzykrotny reprezentant kraju w Konkursie Piosenki Eurowizji (2007, 2013, 2022)
- Todorka Minewa (ur. 1962) – bułgarska tłumaczka
- Walentin Radew (ur. 1958) – bułgarski polityk, inżynier. W latach 2009–2013 wiceminister obrony, w latach 2017–2018 minister spraw wewnętrznych.
- Todor Stojanow (1884–1913) – bułgarski rewolucjonista